# Heteroglenea nigromaculata
Heteroglenea nigromaculata là một loài bọ cánh cứng trong họ Cerambycidae.